# Špicberská kuchyně

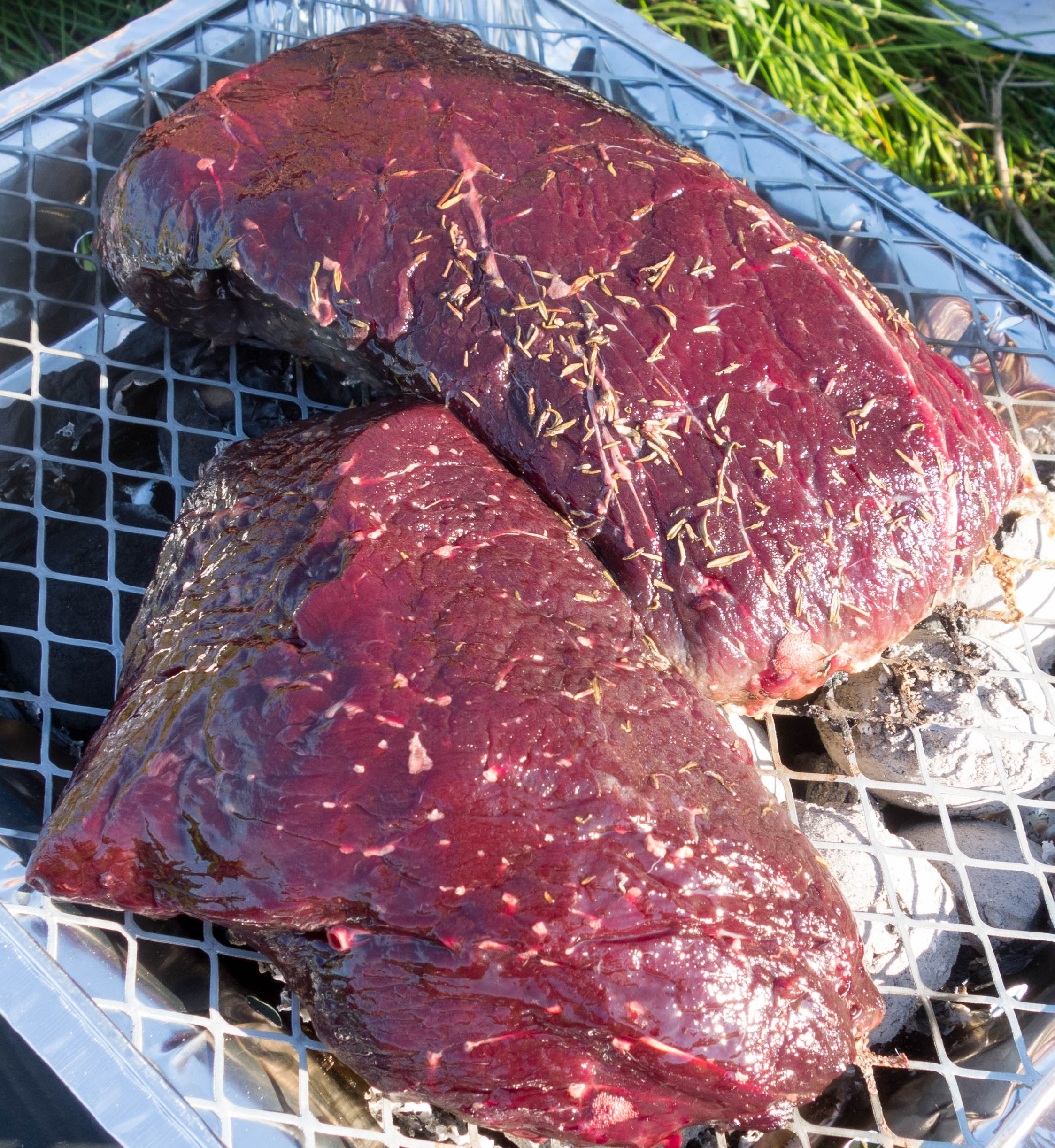
Syrové kusy velrybího masa

Špicberskou kuchyni nelze přesně určit. Většina obyvatel Špicberk pochází z Norska, a proto je zdejší kuchyně velmi podobná té norské. Dělají se zde například pokrmy z lososa nebo palačinky. Většina domů nemá ani vlastní kuchyni, lidé se stravují v kantýně nebo restauracích.[ve zdroji nenalezeno] Na Špicberkách se v restauraci dá sehnat thajské jídlo, pizza nebo hamburger. Na Špicberkách je i pivovar. Specialitou jsou pokrmy z velryb, které zde byly v minulosti hojně loveny.